# Petru Lificiu
Petru Lificiu (n. 1 octombrie 1950, satul Săseni-Prodănești, județul Galați) este un inginer  și un politician român, care a deținut funcția de Ministru al Apelor și Protecției Mediului în Guvernul Adrian Năstase (17 ianuarie 2002 - 19 iunie 2003).
În legislatura 2004-2008 a fost deputat în Parlamentul României, ales pe listele Partidului Social Democrat în județul Galați, însă a demisionat din acest partid în iunie 2005 și s-a înscris în Partidul Ecologist Român, iar în noiembrie 2007 a părăsit Partidul Ecologist și s-a înscris în Partidul Democrat.
În perioada ianuarie 2009 - 2010, Petru Lificiu a fost președintele Autorității Naționale de Reglementare în Domeniul Energiei.

## Cariera profesională
Petru Lificiu s-a născut la data de 1 octombrie 1950 în satul Săseni-Prodănești (județul Galați). A absolvit în anul 1976 Facultatea de Automatică și Calculatoare din cadrul Universității Politehnice București, devenind inginer de automatizări industriale.
Între anii 1977-1987, a lucrat ca proiectant de tehnologii în comandă numerică la Întreprinderea de Mașini Grele București (IMGB). În această perioadă, a efectuat un curs de specializare în domeniul „Mașini Unelte cu Comandă Numerică” la Frankfurt/Main (Germania), organizat de firma Messer-Griesheim (1979) și un curs de specializare în domeniul Conducerea Proceselor cu Calculatorul la Osaka (Japonia), organizat de firma Osaka Seimitsu Kikai (1980).
În anul 1987, este angajat ca lector asociat pentru disciplina „Fiabilitatea Echipamentelor de Automatizare" la cursurile serale de ingineri, organizate de Facultatea de Automatică și Calculatoare din cadrul Universității Politehnice București.
După Revoluția din decembrie 1989, Petru Lificiu a lucrat ca inginer șef energetic la Complexul de Industrializare a Cărnii Glina – București (1990-1991), director la SC LPV Proiect Consult SRL, cu activitate în Germania, având contracte de lucrări în instalații termice și de gaze în uzinele: BMW – München, Mercedes – Stuttgart Untertürkheim, AUDI – Ingolstadt (1991-1995) și apoi director general al societății române-germane HIT ROM GmbH – Partener Tehnic al firmei Buderus în România (1995-2000).
Între anii 1998-2002, a efectuat studii de doctorat la Universitatea Politehnică București – Facultatea de Energetică, Catedra de Termohidraulică. În anul 2004 a obținut doctoratul în științe energetice, cu teza de doctorat "Cercetări asupra sistemelor inteligente de producere ecologică a căldurii pentru spații de locuit".
A publicat o serie de lucrări în domeniul automatizării industriale și al managementului mediului, dintre care menționăm următoarele:
- "Tehnologia, diagnoza și fiabilitatea echipamentelor de automatizare" (IPB, 1986) - în colaborare;
- "Some remarks concerning the automatic spectral analysis" (IPB, 1987) - în colaborare;
- "A Solution for Availability Incresing of Digital Computers Used in Machine Building Industry" (IPB, 1987);
- "Simularea numerică a sistemelor de încălzire inteligente ale spațiilor de locuit cu programul SIMBAD" (Ed. Academiei Române, București, 2003) - în colaborare;
- "Romanian Policy for Environmental Protection" (Ed. Academiei Române, București, 2003) etc.

## Activitate politică
Petru Lificiu a intrat în politică în calitate de membru al Partidului Social-Democrat Român (PSDR), deținând funcția de membru în Consiliul național PSDR (1999-2000) și apoi funcția de președinte al “Forumului Național al Ecologiștilor PSD” (2002-2004).
După câștigarea alegerilor de către Adrian Năstase, Lificiu a devenit secretar de Stat în Ministerul Apelor și Protecției Mediului. După numirea ca ambasador la Moscova a ministrului Aurel-Constantin Ilie, Petru Lificiu a fost numit ministru al apelor și protecției mediului în Guvernul Adrian Năstase (17 ianuarie 2002 - 19 iunie 2003). După desființarea ministerului în urma restructurării guvernului, a devenit secretar de stat în Ministerul Agriculturii, Pădurilor, Apelor și Mediului (2003-2004).
În calitate de ministru al mediului, Lificiu s-a opus proiectului mineritului cu cianuri de la Roșia Montană. Ulterior a declarat: "Nu m-am lăsat influențat și n-am plecat niciodată urechea la șoaptele lui Frank Timiș! Îmi amintesc că l-am cunoscut când a venit la minister în audiență. Ținându-mi calea pe hol, s-a aplecat la urechea mea, părând că vrea să-mi spună ceva confidențial. Zicea ceva despre cât de fantastic este proiectul lui minier, dar nu l-am lăsat să termine. Am strigat: „Domnule, aici nu se vorbește în șoaptă! Să vină secretarii de stat!”. Numai după ce au venit colegii mei i-am dat cuvântul, să-și prezinte proiectul „excepțional”. Mai târziu, s-a întâmplat un lucru pe care presa nu l-a cunoscut: primul ministru Adrian Năstase mi-a cerut să fac o analiză profundă a proiectului și să prezint propuneri. De atunci datează cele patru propuneri care, practic, au întârziat în mod inteligent proiectul de la Roșia."  
În urma alegerilor din noiembrie 2004, a fost ales ca deputat de Galați pe listele Uniunii Naționale PSD+PUR. În această calitate, a făcut parte ca membru în Comisia pentru administrație publică, amenajarea teritoriului și echilibru ecologic din Camera Deputaților, fiind și președinte al Grupul parlamentar de prietenie cu Marele Ducat de Luxemburg.
În iunie 2005, a părăsit Grupul parlamentar al Partidului Social Democrat, devenind deputat independent. El s-a înscris în Partidul Ecologist Român (PER), fiind ales ca președinte al acestui partid în urma Congresului extraordinar al PER, desfășurat la Cluj Napoca la data de 5 iunie 2005, la care au participat 33 de filiale județene, însumând 361 de delegați. În noiembrie 2007 a trecut la Partidul Democrat, devenit în 2008 Partidul Democrat Liberal.
Conform declarației sale de avere, deputatul Petru Lificiu deține nouă locuințe, două terenuri, trei mașini și depozite în lei sau valută care depășesc valoarea de 10.000 de euro. El deține cinci apartamente, dobândite între 1991 și 1995, trei case de locuit dobândite între anii 1991 și 2000, iar din anul 1994, a intrat în posesia unei case de vacanță. El mai deține un teren agricol de 23 600 mp, din 1998, și unul intravilan, de 7 200 mp, din 1994.
În paralel, lucrează și ca profesor asociat la Facultatea de Inginerie în Limbi Străine din cadrul Universității Politehnice București. A fost decorat cu Ordinul național Steaua României în rang de Cavaler și cu Ordinul Muncii clasa I, oferit de Guvernul Republicii Ucraina.
Petru Lificiu a fost căsătorit cu fiica fostului demnitar comunist Nicolae Giosan și are doi copii (un băiat și o fată).